# Afrosoricida
Afrosoricida (ou Tenrecomorpha) é uma ordem de mamíferos de pequeno porte, que inclui as toupeiras douradas de África e os tenrecos de Madagáscar. O grupo foi durante bastante tempo classificado como parte da ordem Insectivora, mas agora classificados no grande grupo Afrotheria.

## Classificação
- Ordem Afrosoricida
  - Subordem Chrysochloridea
    - Família Chrysochloridae - toupeiras douradas  (10 géneros, 21 espécies)

  - Subordem Tenrecomorpha
    - Família Tenrecidae - tenrecos (10 géneros, 33 espécies)